# جون بويد دنلوب
جون بويد دنلوب (بالإنجليزية: John Boyd Dunlop)‏ (ولد في 5 فبراير 1840 – 23 أكتوبر 1921) كان مخترع اسكتلندي. وكان واحدا من مؤسسي شركة دنلوب للإطارات المطاطية التي تحمل اسمه.
في عام 1887، طور أول إطار بتكنولوجيا الغازات المنضغطة لدراجة ثلاثية العجلات لابنه، اختبرها، وحصل على براءة اختراع في 7 ديسمبر 1888.

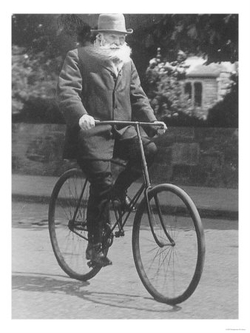
دنلوب على الدراجة الهوائية عام 1915

صورة دنلوب تظهر اليوم على ورقة عملة 10 جنيه إسترليني التي يصدرها البنك الشمالي والتي هي قيد التداول في أيرلندا الشمالية.

## ممارسة بيطرية
وُلد في مزرعة في دريغورن بشمال أيرشاير، ودرس في كلية ديك للطب البيطري بجامعة إدنبره ليصبح جراحًا بيطريًا، وهي مهنة مارسها لما يقرب من عشر سنوات في المنزل، وانتقل إلى داونباتريك بأيرلندا في عام 1867.
في وقت مبكر جدًّا من حياته، قيل له إنه وُلد ولادة مبكرة، قبل شهرين من ترقب والدته. أقنع نفسه بضعف صحته وتصرف طوال حياته وفقًا لذلك، لكنه لم يكن لديه مرض خطير حتى أُصيب بالبرد في أكتوبر عام 1921 وكان عمره 81 عامًا وتُوفي بشكل مفاجئ. وصفه السير آرثر دو كروس بأنه رجل خجول ولطيف ولكنه واثق من قدراته. 
تزوج من مارغريت ستيفنسون في عام 1871 وأنجبا ابنة وابن. أسس عيادة داون البيطرية في داونباتريك مع شقيقه جيمس دنلوب قبل انتقاله إلى عيادة في 38-42 شارع مايو ببلفاست حيث أصبحت عيادته من أكبر العيادات في أيرلندا، بحلول منتصف ثمانينيات القرن التاسع عشر.
طور دنلوب إطارات هوائية لدراجة ابنه ثلاثية العجلات وسرعان ما جعلها تجارية في اسكتلندا. بدأ راكب الدراجة المُستخدم لإطاراته بالفوز في جميع السباقات ولفت ذلك انتباه هارفي دو كروس. باع دنلوب حقوقه إلى شركة جديدة مع دو كروس مقابل بعض النقود ومساهمة صغيرة. مع دو كروس، تغلب على العديد من الصعوبات التي واجهها مشروعهم، بما في ذلك فقدان حقوق براءات الاختراع الخاصة به. في عام 1892 تقاعد من ممارسته البيطرية وانتقل إلى دبلن بعد فترة وجيزة من انتقال هارفي دو كروس والذي ساعد بنجاح في إعادة انتشار كشك الأخوين في دبلن كوكالة تُدير كشك الدراجات والإطارات الهوائية. أحدثت الإطارات الهوائية ثورة في صناعة الدراجات، والتي ازدهرت بعد استحداث جون كيمب ستارلي دراجة الأمان عام 1885.
باعت جي بي دنلوب مخزونها بالكامل في عام 1895 ولم يهتم مشروعهم بالمزيد من الإطارات أو المطاط. كان اهتمام مشروعهم التجاري المتبقي أقمشة الأثاث المحلية.

## الوفاة والإرث
تُوفي جون بويد دنلوب في منزله في قرية بولزبريدج بدبلن في عام 1921 ودُفن في مقبرة جمعية العمداء.
على الرغم من عدم وجود شركة دنلوب للإطارات الهوائية ككيان مؤسسي، إلا أن اسم دنلوب يعيش في عدد من المنتجات التي تحمل علامة دنلوب التجارية، بما في ذلك السيارات ومركبات الفضاء والمنتجات الصناعية والرياضية في جميع أنحاء العالم. تظهر علامة دنلوب التجارية عادةً كراعٍ مؤسسي للأحداث الرياضية الدولية، مثل: سباقات السيارات ومباريات التنس. 
منذ ثمانينيات القرن التاسع عشر، أُحييت ذكرى دنلوب في أيرلندا الشمالية عندما ظهرت صورته على ورقة نقدية بقيمة 10 جنيه استرليني الصادرة عن البنك الشمالي كجزء من سلسلة المخترعين الخاصة بها. أُعيد إصدار الأوراق النقدية عدة مرات، ولا تزال الأوراق النقدية التي تحمل صورة دنلوب (التي يصدرها الآن بنك دانسك) قيد التداول حتى اليوم. 
في عام 2005، اختير دنلوب ليكون جزءًا من ردهة مشاهير السيارات. 
أُطلق اسمه على شارع في مدينة كامبيناس، جنوب شرق البرازيل؛ وذلك بسبب إنشاء مصنع دنلوب للإطارات في عام 1953.

## وصلات خارجية
- جون بويد دنلوب على موقع الموسوعة البريطانية (الإنجليزية)

- Famous Scots - John Boyd Dunlop
- John Boyd Dunlop - Pictures and information
- Dunlop نسخة محفوظة 2 أبريل 2011 على موقع واي باك مشين.